# PDP-6
O PDP-6 (Programmed Data Processor-6) foi um modelo de computador model desenvolvido pela Digital Equipment Corporation (DEC) em 1963. Foi influente principalmente como o protótipo (efetivamente) para o posterior PDP-10; o conjunto de instruções das duas máquinas são praticamente idênticos. 
O PDP-6 foi a primeira grande máquina do DEC. Ele usou 36-bit words, em comum com outros grandes computadores ná época de companias como IBM, Honeywell e General Electric. Com o endereçamento continuado em 18-bit, como nas máquinas anteriores do DEC, foi possível se ter uma memória principal de 256k palavras. A memória foi implementada utilizando-se memórias de ferrite; um sistema típico tinha 32.768 palavras (equivalentes a 160kB em máquinas modernas).
A arquitetura de instruções poderia ser caracterizada como "on-and-a-half-address"; instruções continham uma memória de endereço com o total de 18-bit, e uma segunda com 4 bit de endereço que poderia especificar um dos primeiros sessenta locais de memória como um "acumulador" ou "AC". Outro campo de 4 bit nas instruções permitiu um AC diferente do AC0 ser usado como registro de índice.